# Georg Petermann
Georg Petermann (* 19. März 1710 in Pukanec; † 16. Dezember 1792 in Dresden) war ein deutscher evangelischer Theologe.

## Leben
Der Sohn des Kürschners Daniel Petermann († nach 1752) wurde von der katholischen Kirche getauft und anfänglich erzogen, da in seinem Geburtsort keine evangelischen Geistlichen und Kirchen vorhanden waren. Danach aber ließen die Eltern ihn evangelische Schulen in Bohnwitz und Banská Štiavnica besuchen. Seit Mai 1728 besuchte er ein Gymnasium in Bratislava und bezog 1733 die Universität Halle.
Das nächste Jahr verbrachte Petermann in Berlin, wo er bei der dortigen böhmisch-lutherischen Gemeinde Prediger wurde, mit der Bedingung, noch im selben Jahr wieder zur Fortsetzung der Studien zurück nach Halle zu kehren. Nach Ende des Jahres wollte er zurückgehen, hatte in Berlin aber Gönner gefunden und die Gemeinde lieb gewonnen. Schließlich blieb er daher bis zum Jahr 1738 dort und wurde am 24. März in Leipzig ordiniert. Anschließend wurde er in Gebhardsdorf Prediger, ein Vierteljahr darauf schließlich Pastor zu Uhyst. Juli 1741 ging er als Archidiakon nach Vetschau/Spreewald.
1746 berief ihn die Böhmische Berliner Gemeinde erneut zu deren Prediger, Petermann allerdings lehnte es ab und wurde stattdessen im folgenden Jahr böhmischer und deutscher Prediger zu Dresden. Auch wurde er dort Senior des geistlichen Ministeriums. In dieser Position verstarb er 1792 im Alter von 82 Jahren.

## Wirken
Petermann gab ein böhmisches Gesangbuch heraus, außerdem verfasste er Predigen sowie eine Postille zu den Evangelien an Sonn- und Feiertagen. Daneben schrieb er Zeitschriften-Beiträge. Daher war er als theologischer Schriftsteller bekannt.

## Werke
- Evangelisch-böhmisches Gesangbuch (Dresden 1748)
- 6 Liedtexte in die niedersorbische/wendische Sprache übersetzt, in Kleine Sammlung geistreicher Lieder, welche nach und nach in die wendische Sprache übersetzet (Cottbus 1749)[1]
- Sechs Predigten bei Gelegenheit des Jubilaei (Dresden 1755)
- Evangelische Predigten auf das ganze Jahr (Greiz 1771)
- Erlaubte Beleuchtung einiger Harwood'schen Abhandlungen und Teller'schen Antithesen (Greiz 1775)
- Böhmische Grammatik (Bratislava 1783)
- Postille über die Sonn- und Festtagsevangelien (Dresden 1783)